# Österreichischer Ingenieur- und Architekten-Verein
Der Österreichische Ingenieur- und Architekten-Verein (ÖIAV) ist ein klassischer und sehr alter Ingenieursverein. Zeitweise besaß diese Institution großen Einfluss auf die Baukunst sowie die Technologiepolitik von Österreich-Ungarn bzw. der Republik Österreich.

## Geschichte

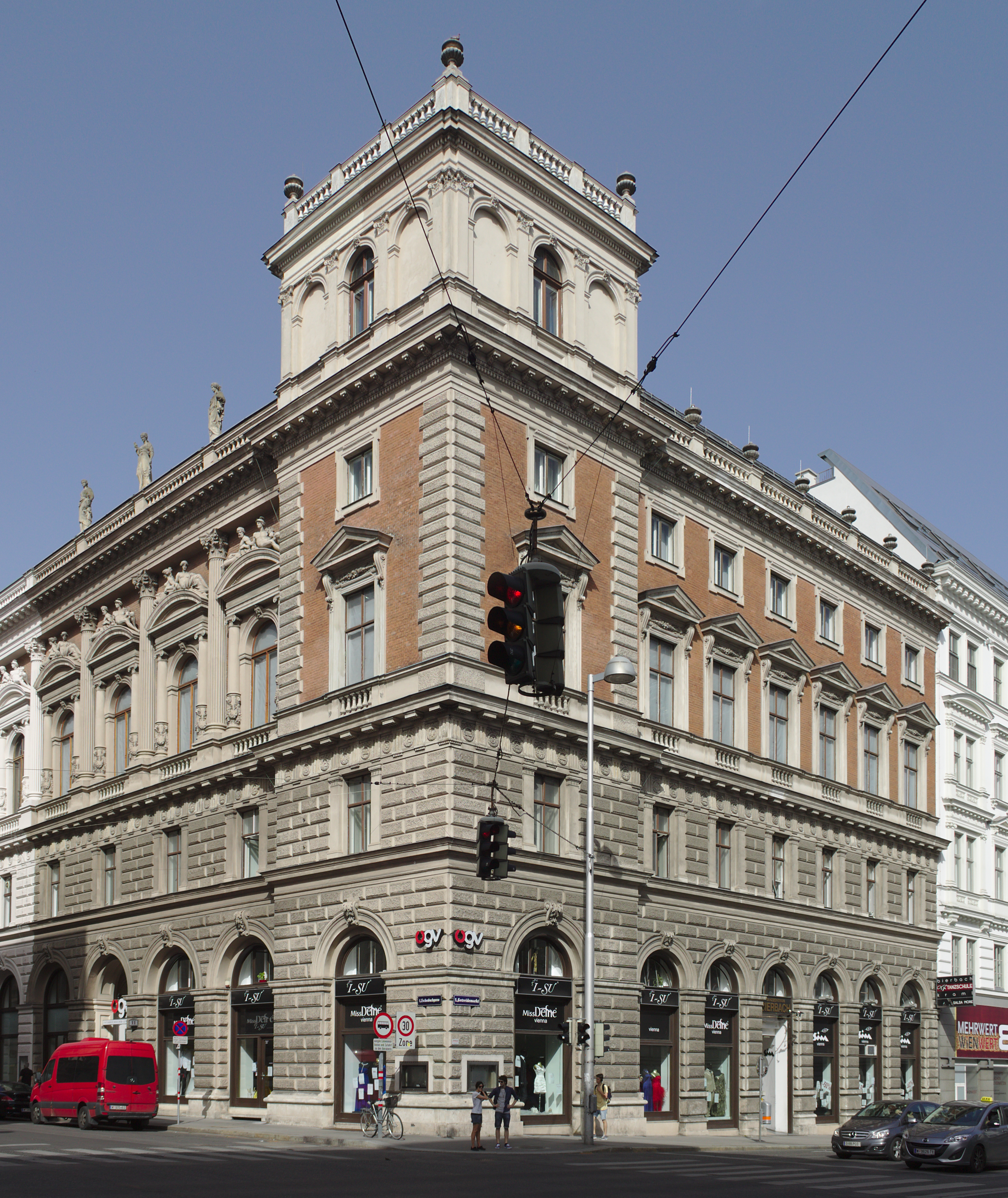
1872 eröffnetes Vereinshaus, Palais Eschenbach

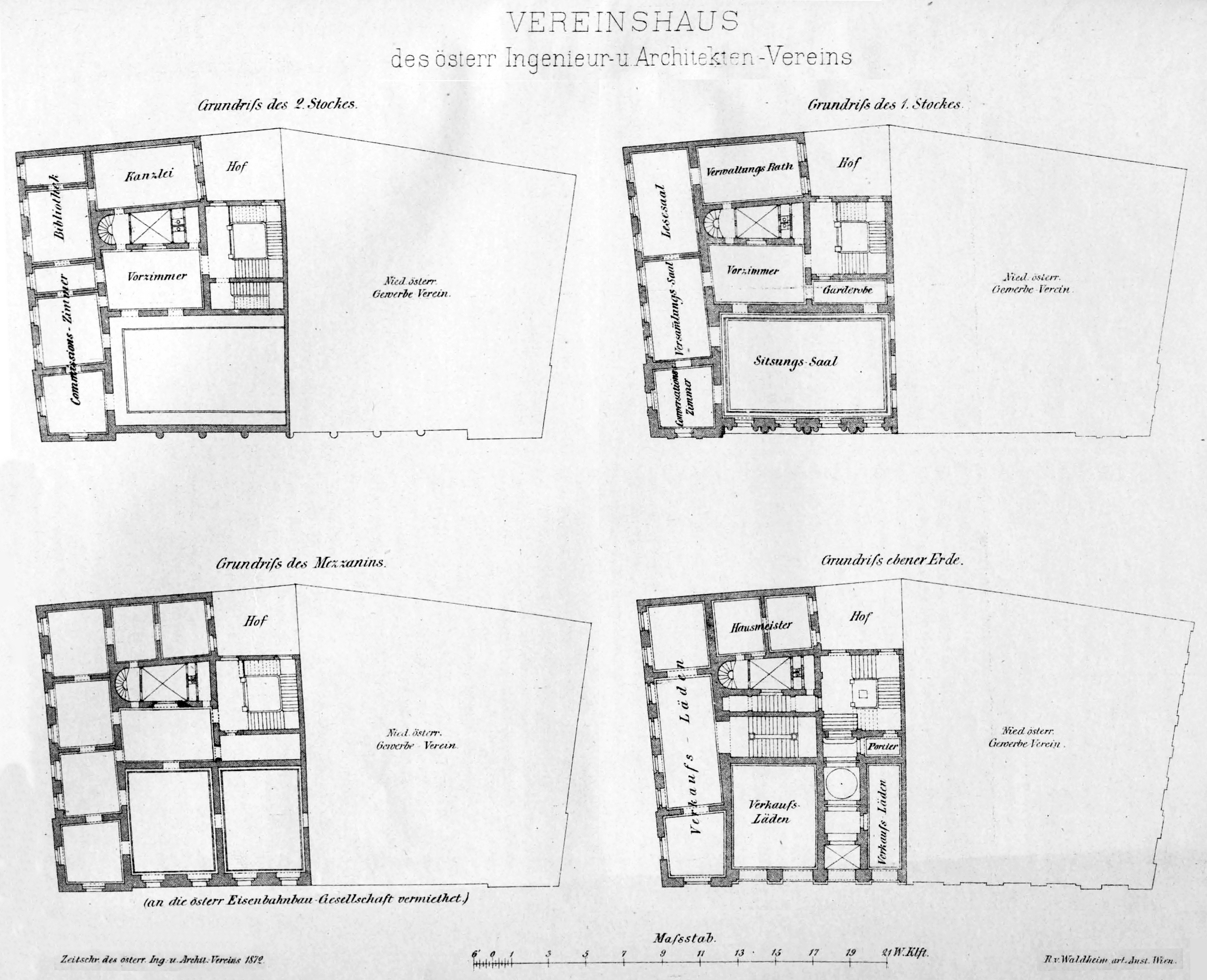
Grundrisse der Vereinslokalität (1872)

Der Verein wurde im Zuge der Liberalisierung des Vereinswesens im Zuge der Revolution am 8. Juni 1848 zunächst als „Österreichischer Ingenieur-Verein“ gegründet. Im Jahr 1864 tagte in Wien die XIV. Versammlung deutscher Architekten und Ingenieure. Danach wurde der Verein zum „Österreichischen Ingenieur- und Architektenverein“ erweitert. Im Lauf seiner Geschichte gehörten ihm eine sehr große Zahl der prominentesten Ingenieure und Architekten Österreichs an.
Sein Sitz befindet sich in der Eschenbachgasse 11 im 1. Wiener Gemeindebezirk. Das im Eigentum des Österreichischen Gewerbevereins befindliche, als Palais Eschenbach bekannte Gebäude wurde in seinem nordwestlichen Bauteil am 16. November 1872 im Beisein von Kaiser Franz Joseph I. als Vereinshaus eröffnet. Der feierliche Eröffnungsakt fand (in Abwesenheit des Kaisers) am 2. Dezember 1872 seinen Abschluss in einem Festbankett, wo in den Tischreden auf die besonderen Leistungen des Bauherrn, des im südöstlichen Bauteil (Getreidemarkt) untergebrachten Niederösterreichischen Gewerbevereins, sowie, damit verbunden, auf die für 1873 bevorstehende Wiener Weltausstellung Bezug genommen wurde.
Bis zum endgültigen Bezug des Palais Eschenbach hatte in der Inneren Stadt der Verein mehrmals zu übersiedeln: Das erste Vereinslokal, drei Räume im dritten Stock, befand sich in der Weihburggasse 4, dem Pereirapalais, das (von 1812 bis 1855) von der Wiener Börse genutzt wurde. Im Oktober 1848 lag der Vereinssitz in der Teinfaltstraße 10 (ehemals: 72), danach bis 1850 in einem Saal des ständischen Landhauses in der Herrengasse, ab 1857 im Schönbrunner Haus (Graf von Wiesend’s Stiftungshaus) auf der Tuchlauben 8 (ehemals: Innere Stadt Nr. 562). Hatte der Verein bei Gründung 1848 vierzehn Mitglieder, so waren es 1865 (durch Aufnahme der Architekten) bereits 778, davon 526 wohnhaft in Wien.
Im August 1938 wurde (nachdem der ÖIAV durch die neuen Machthaber aus dem Vereinsregister gelöscht worden war) das alte Ingenieurhaus vom NS-Bund Deutscher Technik übernommen und von Gauleiter Odilo Globocnik zum ersten Haus der Technik in der Ostmark erklärt. In Absprache mit Fritz Todt, dem Leiter des NS-Bundes Deutscher Technik, wurden Ausbau und Umgestaltung des Hauses in Angriff genommen.
Ausschüsse des Vereines befassen sich mit Fragen der Ausbildung der Ingenieure bzw. allgemeiner technischer Ausbildung, mit den „Europaingenieuren“, mit der Öffentlichkeitsarbeit und mit der Thematik „Jungakademiker“. Bereits 1897 hatte der ÖIAV auf Veranlassung des k.k. Ministerium für Kultur und Unterricht die Regelung des Prüfungs- und Zeugniswesens der Technischen Hochschulen (heute Universitäten) einer Revision zu unterziehen. Kaiserlich-ministerielle Vorgabe war schon damals u. a. eine Verkürzung der Studiendauer. Der ÖIAV setzte sich ab 1891 auch intensivst dafür ein, dass die Technischen Hochschulen Österreich-Ungarns das Recht zur Verleihung des akademischen Grades „Doktor der technischen Wissenschaften“ erhielten. Dieses wurde für die im Reichsrat vertretenen Königreiche und Länder mit Gesetz vom 13. April 1901 etabliert.
Die Vereinzeitschriften des ÖIAV stellen einen Spiegel der technologischen und baukünstlerischen Entwicklungen im Zeitverlauf dar und sind eine wichtige Quelle für historische Forschungsarbeiten. Digitalisate befinden sich sowohl im Anno-System der österreichischen Nationalbibliothek sowie auch bei anderen Forschungseinrichtungen. Die aktuelle Zeitschrift des Vereines trägt die Bezeichnung Österreichische Ingenieur- und Architekten-Zeitschrift.
Eine Vielzahl namhafter österreichischer Ingenieure waren Mitglieder des ÖIAV, z. B. die Automobilpioniere Siegfried Marcus, Ferdinand Porsche, der Turbinentechniker Viktor Kaplan, der Bodenmechaniker Karl Terzaghi, Tunnelbauer Leopold Müller oder Peter von Rittinger (Erfinder der Wärmepumpe). Als bedeutende nichtösterreichische Mitglieder gelten etwa der aus Altösterreich stammende Elektrizitätspionier Nikola Tesla, Der Architekt Armand Weiser sowie die Architektin Zaha Hadid, London.
Die offizielle Vereinsgeschichte nennt Carl von Ghega als namhaftes Mitglied. Dessen technische Überlegungen zum Bau der Semmeringbahn wurden aber vor der Inbetriebnahme der Semmeringbahn vom Österreichischen Ingenieur- und Architekten-Verein nicht geteilt und seine Person sowie sein Werk durch den Verein teilweise polemisch angefeindet.